# Wolmersdorf
Wolmersdorf là một đô thị thuộc huyện Dithmarschen, trong bang Schleswig-Holstein, nước Đức. Đô thị Wolmersdorf có diện tích 6,1 km², dân số thời điểm 31 tháng 12 năm 2006 là 332 người.